# John Wells (Schauspieler)
John Wells (* 17. November 1936 in Ashford, Kent als John Campbell Wells; † 11. Januar 1998 in London) war ein britischer Schauspieler, Drehbuchautor, Satiriker und Schriftsteller. Seine Filmkarriere umfasste mehr als 50 Auftritte in internationalen Kinofilmen und Fernsehserien. Darunter Rollen in Casino Royale, James Bond 007 – In tödlicher Mission, Greystoke – Die Legende von Tarzan, Herr der Affen, Revolution oder Prinzessin Caraboo.

## Leben und Karriere
John Wells wurde 1936 als Sohn eines Pfarrers in Ashford in der englischen Grafschaft Kent geboren. Seine Ausbildung erhielt er am Eastbourne College und an der St. Edmund Hall in Oxford. Er arbeitete zuerst als Schulleiter am Eton College später auch als eigenständige Lehrkraft. Wells arbeitete darüber hinaus als Kabarettist und Satiriker in Oxford. Gelegentliche Ausflüge ins britische Fernsehen waren Mitte der 1960er Jahre schließlich so erfolgreich, dass er seinen Beruf als Lehrer für Sprachen aufgab und sich stattdessen für eine Karriere als Schauspieler und Drehbuchautor im Show-Business entschied.
Sein Fernsehdebüt als Drehbuchautor gab er bereits 1962. Sein Debüt als Schauspieler folgte 1964 in der Serie Not So Much a Programme, More a Way of Life. Seinen Einstand im Kino feierte er 1967 als Q's Assistent in der aufwendigen und mit Stars gespikten James-Bond-Persiflage Casino Royale. In den Folgejahrzehnten spielte er überwiegend kleinere und größere Nebenrollen in Kino- und TV-Filmen.
Unter der Regie von Robert Parrish sah man Wells 1967 in der Peter Sellers Komödie Bobo ist der Größte. 1968 spielte er die Rolle des Honorable Gavin Hopton in der von Joseph McGrath inszenierten Komödie Trau keinem über 30 zu der Wells selbst das Drehbuch verfasst hatte. 1972 schrieb er das Drehbuch zur Kriminalkomödie Rentadick von Regisseur Jim Clark mit James Booth in der Hauptrolle, nachdem er bereits 1970 in der Clark-Komödie Haferbrei macht sexy in einer kleinen Rolle mitgewirkt hatte. In den 1980er Jahren folgten kleinere Nebenrollen in namhaften Kinoproduktionen wie James Bond 007 – In tödlicher Mission, Ein tollkühner Himmelhund, Greystoke – Die Legende von Tarzan, Herr der Affen oder Hugh Hudsons Freiheitskampfepos Revolution. 1994 spielte er die Rolle des Reverend Hunt in der Phoebe Cates Komödie Prinzessin Caraboo, zu der er auch das Drehbuch schrieb.
Zu seinen zahlreichen Fernsehauftritten in seiner über dreißigjährigen TV-Karriere zählten von 1964 bis zum Jahre 1997 unter anderem: Not So Much a Programme, More a Way of Life, Q5, Leeds, BBC2 Playhouse, Rumpole of the Bailey, The Kenny Everett Television Show, Yes, Prime Minister, Rude Health oder Absolutely Fabulous. Seinen letzten Auftritt hatte er 1997 in der Fernsehserie Chalk.
Neben seiner Karriere als Schauspieler und Drehbuchautor war er auch als Schriftsteller aktiv. Sein letztes Buch House of Lords wurde ein Jahr vor seinem Tod im Jahr 1998 ein Bestseller. Das Buch ist eine historische und humorvolle Studie des britischen Adelsstand-Systems.
Wells erlag am 11. Januar 1998 im Alter von 61 Jahren in London den Folgen einer Krebserkrankung. Seine Tochter ist die Schauspielerin und Drehbuchautorin Dolly Wells.

## Filmografie (Auswahl)
als Schauspieler

### Kino
- 1967: Casino Royale
- 1967: Bobo ist der Größte (The Bobo)
- 1968: Trau keinem über 30 (30 Is a Dangerous Age, Cynthia)
- 1970: Haferbrei macht sexy (Every Home Should Have One)
- 1972: Rentadick
- 1981: James Bond 007 – In tödlicher Mission (For Your Eyes Only)
- 1983: Ein tollkühner Himmelhund (Bullshot)
- 1984: Greystoke – Die Legende von Tarzan, Herr der Affen (Greystoke: The Legend of Tarzan, Lord of the Apes)
- 1985: Revolution
- 1988: Consuming Passions
- 1994: Prinzessin Caraboo (Princess Caraboo)

### Fernsehen
- 1964–1965: Not So Much a Programme, More a Way of Life (Fernsehserie, 3 Episoden)
- 1966: The Late Show (Fernsehserie, 1 Episode)
- 1969: Q5 (Fernsehserie, 3 Episoden)
- 1971: Private Eye TV (Fernsehfilm)
- 1972–1973: Milligan in... (Fernsehserie, 2 Episoden)
- 1972–1974: Leeds (Fernsehserie, 5 Episoden)
- 1973: The Cobblers of Umbridge (Fernsehfilm)
- 1973: Comedy Playhouse (Fernsehserie, 1 Episode)
- 1973: Country Matters (Fernsehminiserie)
- 1973: Thirty Minutes Worth (Fernsehserie, 1 Episode)
- 1974: The End of the Pier Show (Fernsehserie, 1 Episode)
- 1976: BBC2 Playhouse (Fernsehserie, 1 Episode)
- 1978: In the Looking Glass (Fernsehserie, 1 Episode)
- 1978: The Light Princess (Fernsehfilm)
- 1979: Rumpole of the Bailey (Fernsehserie, 1 Episode)
- 1979: König, Dame, As, Spion (Tinker Tailor Soldier Spy) (Fernsehminiserie)
- 1980: Moving Pictures (Fernsehfilm)
- 1980: The Mystery of the Disappearing Schoolgirls (Fernsehfilm)
- 1982: Anyone for Denis? (Fernsehfilm)
- 1982–1985: The Kenny Everett Television Show (Fernsehserie, 4 Episoden)
- 1984: Guilty or Innocent (Fernsehserie, 1 Episode)
- 1985: Love's Labour's Lost (Fernsehfilm)
- 1985: The Irish R.M. (Fernsehserie, 1 Episode)
- 1985: Kenny Everett's Christmas Carol (Fernsehfilm)
- 1985: Dutch Girls (Fernsehfilm)
- 1986: Yes, Prime Minister (Fernsehserie, 1 Episode)
- 1986: Cinderella: The Shoe Must Go On (Fernsehfilm)
- 1987: Filthy Rich & Catflap (Fernsehserie, 1 Episode)
- 1987: Casanova (Fernsehfilm)
- 1987: Charlie Chalk. (Fernsehserie, 1 Episode)
- 1987–1988: Rude Health (Fernsehserie, 8 Episoden)
- 1988: The Giftie (Fernsehfilm)
- 1988: Tickle on the Tum (Fernsehserie, 2 Episoden)
- 1988: John Wells and the Three Wise Men (Fernsehfilm)
- 1989: About Face (Fernsehserie, 1 Episode)
- 1990: Dunrulin (Fernsehfilm)
- 1991: Lovejoy (Fernsehserie, 1 Episode)
- 1991: Bottom (Fernsehserie, 1 Episode)
- 1993: Screen Two (Fernsehserie, 1 Episode)
- 1994: Under the Hammer (Fernsehserie, 1 Episode)
- 1994: Absolutely Fabulous (Fernsehserie, 1 Episode)
- 1996: Gullivers Reisen (Gulliver's Travels) (Zweiteiliger Fernsehfilm)
- 1996: Kavanagh QC (Fernsehserie, 1 Episode)
- 1997: Chalk (Fernsehserie, 5 Episoden)

### Kurzfilme
- 1965: The Flying Alberts
- 1976: Let's Sleep on It

als Drehbuchautor

### Kino
- 1968: Trau keinem über 30 (30 Is a Dangerous Age, Cynthia)
- 1972: Rentadick
- 1994: Prinzessin Caraboo (Princess Caraboo)

### Fernsehen
- 1962: That Was the Week That Was (Fernsehserie, 1 Episode)
- 1966: The Late Show (Fernsehserie, 1 Episode)
- 1969: Mrs. Wilson's Diary (Fernsehfilm)
- 1970: Charley's Grants (Fernsehserie, 1 Episode)
- 1972–1974: Leeds (Fernsehserie, 5 Episoden)
- 1976: The Crezz (Fernsehserie, 1 Episode)
- 1978: In the Looking Glass (Fernsehserie, 1 Episode)
- 1982: Anyone for Denis? (Fernsehfilm)
- 1988: Tickle on the Tum (Fernsehserie, 2 Episoden)
- 1988: John Wells and the Three Wise Men (Fernsehfilm)
- 1989: About Face (Fernsehserie, 1 Episode)
- 1990: Dunrulin (Fernsehfilm)

### Kurzfilme
- 1976: Let's Sleep on It